# 2M1207 b
2M1207 b è un oggetto di massa planetaria che orbita intorno a 2M1207, una nana bruna visibile nella costellazione del Centauro a circa 211 al dalla Terra. Degno di nota per essere stato uno tra i primi esopianeti ad essere stato osservato direttamente dalla Terra ed il primo esopianeta scoperto in orbita attorno ad una nana bruna, il pianeta fu scoperto nel 2004 e confermato l'anno successivo da un'équipe di astronomi dell'European Southern Observatory, capitanata da Gaël Chauvin, presso l'Osservatorio del Paranal in Cile.
Il pianeta, un gigante gassoso, orbiterebbe attorno alla nana bruna ad una distanza di circa 40 au, simile a quella che separa Plutone dal Sole; nonostante la distanza, il pianeta possiede una temperatura superficiale stimata in circa 1600 K, dovuta al meccanismo di Kelvin-Helmholtz. La massa del pianeta è piuttosto elevata, compresa tra 3 e 10 volte la massa di Giove, ma comunque inferiore alla massa limite (13 masse gioviane, MJ) calcolata perché nel nucleo dell'oggetto possa verificarsi la fusione del deuterio, caratteristica che contraddistingue le nane brune.

## Scoperta ed identificazione
2M1207 b è un oggetto circa 100 volte meno luminoso della nana bruna di cui è compagno; nel 2004, quando venne scoperto, fu descritto dai primi osservatori del Very Large Telescope (VLT) come "una debole macchia rossastra di luce". Per un certo periodo di tempo vi fu il dubbio che si trattasse di due oggetti distanti che apparivano vicini solo per un effetto ottico, ma le successive osservazioni condotte tramite il telescopio spaziale Hubble e lo stesso VLT hanno permesso di dimostrare che i due oggetti presentano analoghi valori di moto spaziale, e che dunque costituiscono effettivamente un sistema binario.
Le prime stime sulla distanza del sistema, condotte tramite metodi fotometrici, convergevano su un valore di 70 pc; nel dicembre del 2005 l'astronomo statunitense Eric Mamajek ottenne una misura più accurata (53 ± 6 pc) utilizzando il metodo degli ammassi in movimento. Altre misurazioni condotte tramite il metodo della parallasse confermarono sostanzialmente le misure di Mamajec, suggerendo una distanza di circa 52,75+1,04
−1,00 pc (circa 172±3 al). Misure della parallasse effettuate dal satellite Gaia nel 2020 hanno invece stimato una distanza di circa 211 anni luce.

## Caratteristiche

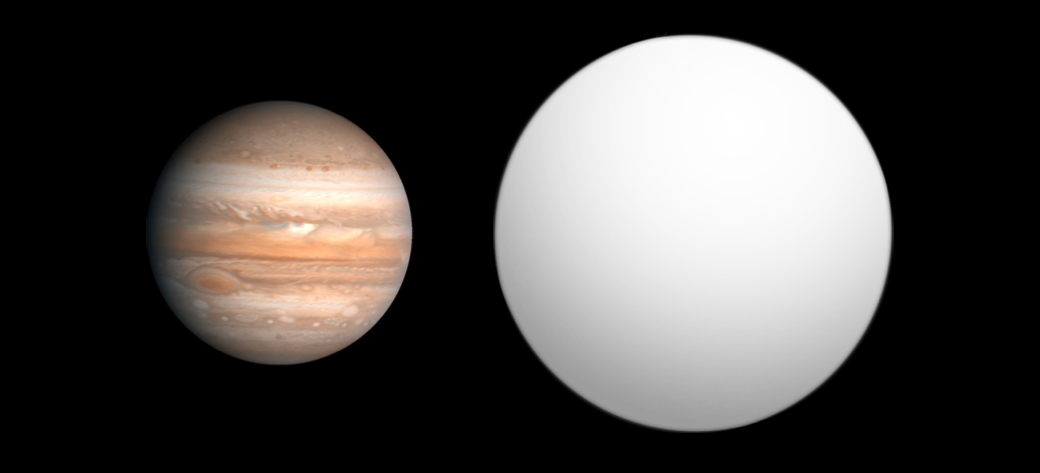
Raffronto tra le dimensioni di Giove e di 2M1207 b.

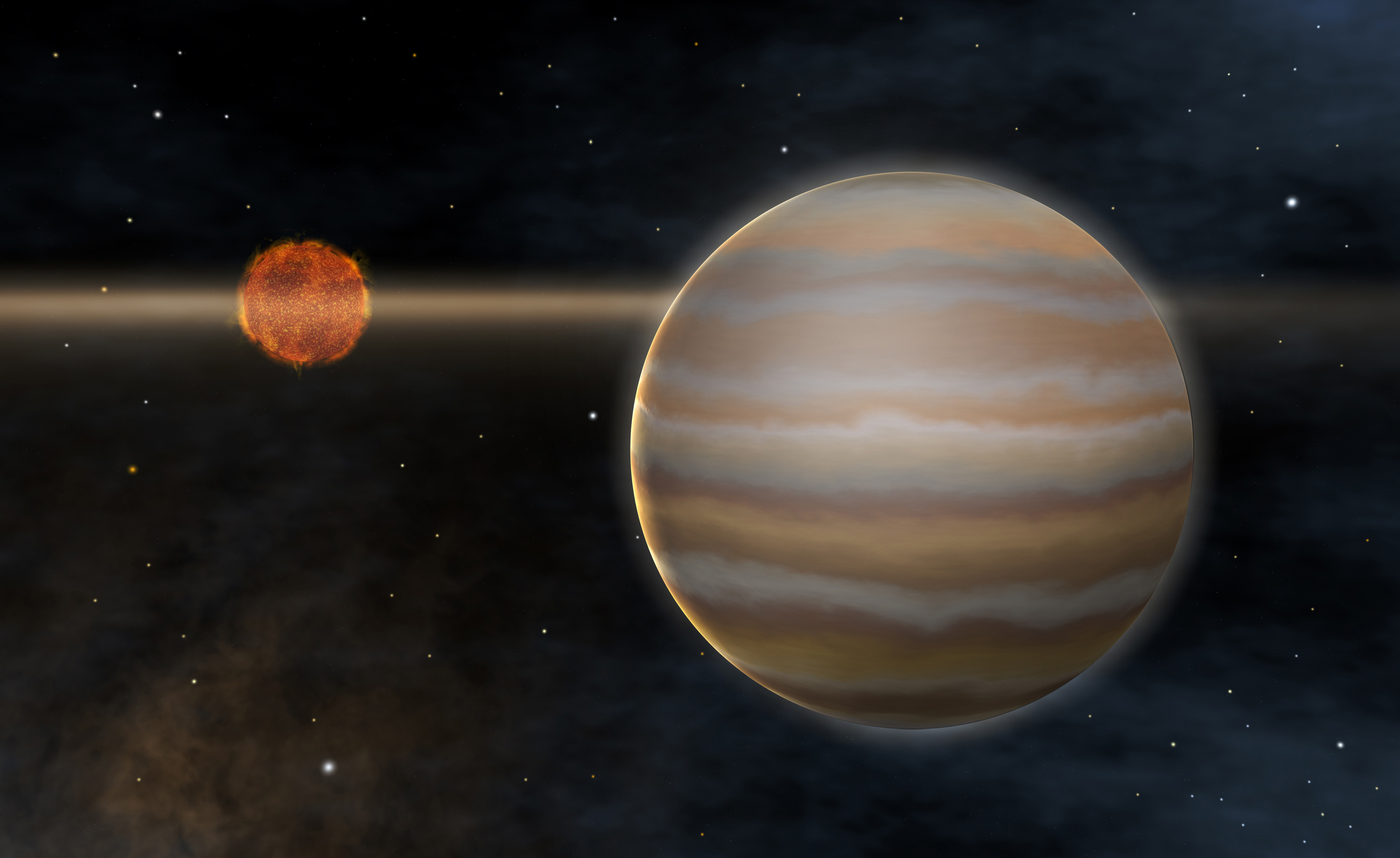
Rappresentazione artistica dell'oggetto.

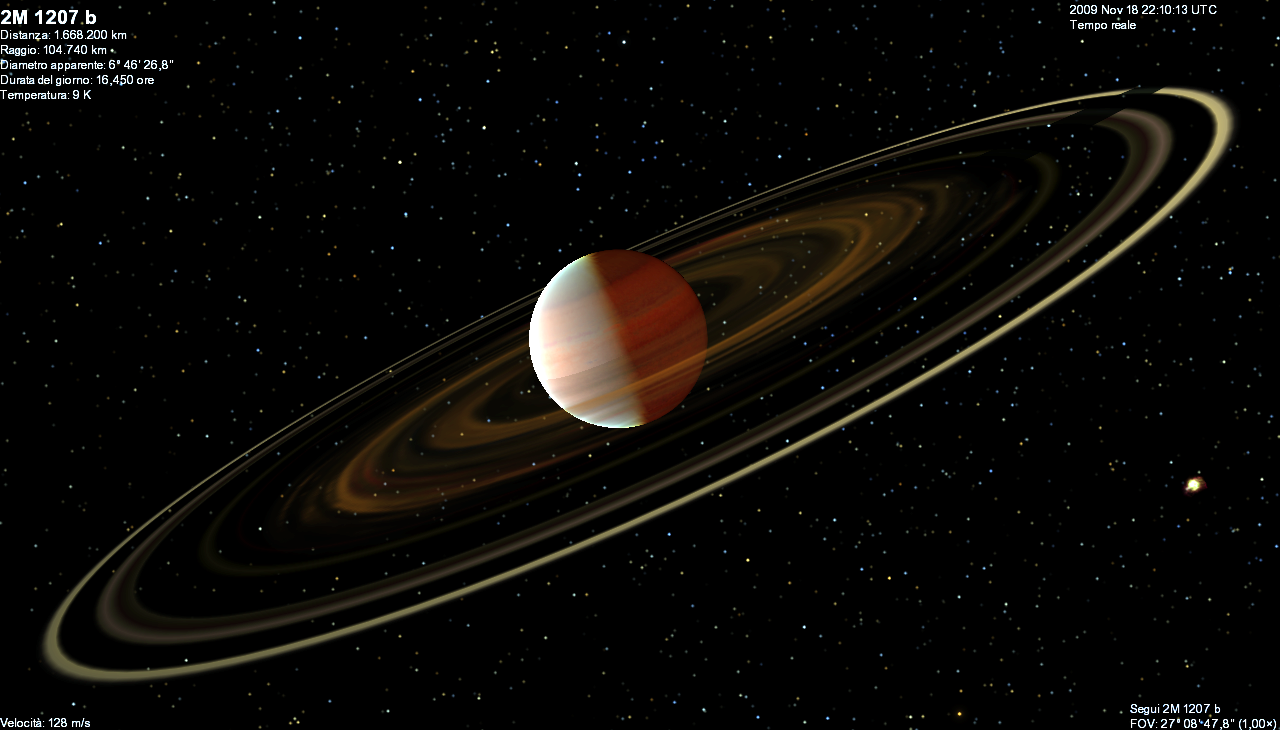
2M1207 b come è simulato in Celestia

Le stime su massa, raggio e temperatura di 2M1207 b sono afflitte da incertezza. Sebbene le evidenze spettroscopiche facciano propendere per una massa di 8 ± 2 volte la massa di Giove e per una temperatura di 1600±100 K, i modelli teorici per un oggetto con tali caratteristiche prevedono una luminosità 10 volte maggiore di quella osservata. Per tale ragione, sono stati proposti dei valori inferiori di massa e temperatura; in alternativa, si è ipotizzato che la luminosità di 2M1207 b si presenti inferiore alle attese a causa di un disco di polveri e gas che circonda l'oggetto, e che dunque ne assorbe la luce. Un'altra ipotesi formulata da Mamajek e Meyer, anche se piuttosto improbabile, è che il pianeta sia in realtà più piccolo e che stia irradiando il calore generato da una recente collisione con un altro oggetto.
L'oggetto dista dalla nana bruna circa 40 au, il che implica un periodo orbitale di circa 1700 anni. L'analisi dello spettro infrarosso mostra la presenza di molecole d'acqua nella sua atmosfera.
Osservazioni effettuate negli anni 2020 con il telescopio spaziale James Webb hanno proposto stime inferiore di massa e temperatura, calcolate rispettivamente in 5-6 masse gioviane e circa 1200 K.

### Pianeta o sub-nana bruna?
Nonostante la massa di 2M1207 b sia inferiore a quella ritenuta necessaria perché nel suo nucleo possa aver luogo la fusione del deuterio (circa 13 MJ), e le immagini dell'oggetto siano state ampiamente etichettate come le prime immagini dirette di un esopianeta, è effettivamente oggetto di dibattito la sua classificazione come tale. Alcune definizioni del termine pianeta richiedono che il pianeta si sia formato secondo le condizioni del modello della nebulosa, a partire da un accrescimento secondario in un disco protoplanetario.  Secondo tale definizione, supponendo che 2M1207 b si sia formato a partire dal collasso gravitazionale di una nube gassosa, come accade per le stelle, allora l'oggetto andrebbe classificato come sub-nana bruna piuttosto che come pianeta. Nella stessa situazione si trova GQ Lupi b, un altro oggetto osservato direttamente nel 2004. D'altro canto, la scoperta di casi al limite come Cha 110913-773444 — un planemo interstellare — solleva il dubbio se è opportuno operare una linea di demarcazione tra stelle/nane brune e pianeti solamente sulla base dei meccanismi che ne hanno condotto alla formazione. A partire dal 2006 l'International Astronomical Union Working Group on Extrasolar Planets descrive 2M1207 b come un "possibile compagno di massa planetaria di una nana bruna".